# Агнес Греј
Агнес Греј (енгл. Agnes Gray) је први роман енглеске књижевнице Ен Бронте објављен 1847. Роман прати Агнесу Греј, младу гувернанту, која ради у богатој породици скоројевића чувајући њихову децу. Проучаваоци и њена сестра Шарлота сматрају да је роман великим делом заснован на Анином петогодишњем искуству веспитачице, на шта указује и његов првобитни назив Догађаји у животу једне јединке. Попут романа њене сестре Шарлоте Џејн Ејр, Агнес Греј указује на оновремени несигурни положај гувернанти, и како се то одражавало на живот младе жене.
Избор главне јунакиње омогућио је ауторки да прикаже проблеме опресије и злоупотребе жена, изолоцију, идеју емпатије, као и идеју праведног третирања животиња. У роману су присутна подражавања неких од стилистичких поступака романа образовања, као што су идеје личног развоја и сазревања. Међутим, развој лика није доследно присутан у наративу. 
Ирски романописац Џорџ Мур је хвалио Агнесу Греју као најсавршенији прозни наратив у енглеској књижевности, изједначавајући Анину прозу са романима Џејн Остин. Упркос Муровом хвалоспеву историја књижевности Агнесу Греј сматра слабијим у односу на Анин други роман Станарку напуштеног замка. Ово је једино прозно остварење сестара Бронте које никада није преведено на српски језик.

## Заплет
Након што је њен отац банкротирао, Агнес Греј се запошљава као гувернанта. Радећи прво у породици индустријских скоројевића Блумфилд, а затим у породици необразованих аристократа Мари, Агнес почиње борбу са проблемима које муче младу жену у настојању да опстане у немилосрдном окружењу, пазећи размажену децу, гутајући увреде њихових родитеља и радећи посао недостојан њених способности и образовања. После очеве смрти Агнес са мајком отвара малу школу започевши срећан живот са човеком који је искрено воли. 